# Draževiće
Draževiće (cyr. Дражевиће) – wieś w Serbii, w okręgu zlatiborskim, w gminie Sjenica. W 2011 roku liczyła 279 mieszkańców.